# نيك جونسون (لاعب كرة قاعدة)
نيك جونسون (بالإنجليزية: Nick Johnson)‏ (و. 1978  م) هو لاعب كرة قاعدة، من الولايات المتحدة، ولد في ساكرامنتو، كاليفورنيا، يلعب كقاعدي أول ‏.

## روابط خارجية
- نيك جونسون على موقع دوري كرة القاعدة الرئيسي (الإنجليزية)
- نيك جونسون على موقعبيزبول رفرنس.كوم (الدوري الرئيسي) (الإنجليزية)
- نيك جونسون على موقعبيزبول رفرنس.كوم (الدوري الثانوي) (الإنجليزية)
- نيك جونسون على موقع إي إس بي إن.كوم (أم.أل.بي) (الإنجليزية)
- نيك جونسون على موقع مشجعي الرسوم البيانية (الإنجليزية)